# Die Zauberwelt
Die Zauberwelt ist die weltweit erste Zauberzeitschrift; sie wurde von 1895 bis 1904 von Carl Willmann in Hamburg herausgegeben und erschien in monatlichen Ausgaben.

## Geschichte
Carl Willmann war ein Zaubergerätehändler, der seine Werkstatt und seinen Handel in Hamburg betrieb. Im Januar 1895 gab er die erste Ausgabe von Die Zauberwelt heraus. Die Zeitschrift erschien 10 Jahre lang bis 1904 im Verlag Julius Sussmann regelmäßig jeden Monat. Damit wurde Die Zauberwelt Vorreiter für ähnliche Publikationen. Im März 1895 kam in den USA das Zauberperiodikum Mahatma heraus und im Juni 1895 die Zeitschrift Der Zauberspiegel, die von dem Berliner Zauberhändler Friedrich Wilhelm Conrad Horster publiziert wurde.

## Bedeutung
Die Zauberwelt brachte mehrere systematisch aufbereitete Serien zu unterschiedlichen Themen der Zauberkunst.
- Der Zauberstab
- Die Kartenschule
- Der Verwandlungshut

Ebenso veröffentlichte Die Zauberwelt eine Fülle von Biografien über Zauberkünstler und trug dazu bei, die Geschichte der Zauberkunst aufzuarbeiten. Die Zauberwelt stellt heute (2015) immer noch eine der wichtigsten Quellen über das frühe Zaubergeschehen Ende des 19. und Anfang des 20. Jahrhunderts dar.

## Aufmachung
Alle 120 Ausgaben zeigen ein von A. Wittich gestaltetes Titelbild, das von der ersten bis zur letzten Ausgabe unverändert blieb. Lediglich Angaben zur Heftfolge und zum Jahrgang wurden ab der zweiten Ausgabe eingedruckt. Jedes Heft umfasst vier Umschlagseiten und 16 Innenseiten.